# Сянъян (Хэган)
Сянъя́н (кит. упр. 向阳, пиньинь Xiàngyáng, буквально: «К Солнцу») — район городского подчинения городского округа Хэган провинции Хэйлунцзян (КНР).

## История
В 1914 году в этих местах были обнаружены запасы каменного угля. В 1916 году Шэнь Суннянь получил официальное разрешение на разработку месторождения, и в 1918 году организовал общество с ограниченной ответственностью, начавшее добычу угля. Район быстро развивался, и в 1926 году сюда была построена железнодорожная линия. К 1929 году в районе угольных разработок вырос посёлок Синшань.
В 1958 году на этой территории была образована Экономическая зона «Сишань» (西山 — «Западные горы»), а в 1960 году официально образован район Сишань. В 1966 году он был переименован в Сянъян.

## Административное деление
Район Сянъян делится на 5 уличных комитетов (в городе Хэган).
| № | Название | Название (кит.) | Статус          | Население чел. (2010) | На карте                         |
| - | -------- | --------------- | --------------- | --------------------- | -------------------------------- |
| 1 | Хунцзюнь | 红军街道办事处  | уличный комитет | 35389                 | 47°20′32″ с. ш. 130°17′31″ в. д. |
| 2 | Гуанмин  | 光明街道办事处  | уличный комитет | 24191                 | 47°20′32″ с. ш. 130°17′31″ в. д. |
| 3 | Наньи    | 南翼街道办事处  | уличный комитет | 20172                 | 47°20′32″ с. ш. 130°17′31″ в. д. |
| 4 | Шэнли    | 胜利街道办事处  | уличный комитет | 18426                 | 47°20′32″ с. ш. 130°17′31″ в. д. |
| 5 | Бэйшань  | 北山街道办事处  | уличный комитет | 12738                 | 47°20′32″ с. ш. 130°17′31″ в. д. |

## Соседние административные единицы
Район Сянъян на севере граничит с районом Синшань, на юге — с районами Гуннун и Наньшань, с востока и запада — с районом Дуншань.